# Psy 2. Ostatnia krew
Psy 2. Ostatnia krew – polski film sensacyjny z 1994 roku w reżyserii Władysława Pasikowskiego. Kontynuacja Psów (1992).

## O filmie
Zdjęcia do filmu kręcono w następujących lokacjach: Warszawa, Tomaszów Mazowiecki, Łódź, Radom, Częstochowa, Widawa, Spała i Hawaje.
Był to największy, jak dotychczas, sukces frekwencyjny w karierze Władysława Pasikowskiego. Zebrał on ponad 1 mln widzów w polskich kinach. W 2012 obraz przeszedł rekonstrukcję cyfrową.

Dźwięk został oczyszczony z szumów i zakłóceń, a obraz poddany dokładnej poklatkowej rekonstrukcji, w czasie której zostały wyeliminowane uszkodzenia mechaniczne (odpryski emulsji, rysy, podskoki obrazu). Proces rewitalizacji był bardzo czasochłonny – na jedną minutę filmu poświęcono 6 godzin pracy.

## Obsada
Źródło: FilmPolski.pl

- Bogusław Linda – Franciszek „Franz” Maurer
- Cezary Pazura – ppor. Waldemar „Nowy” Morawiec
- Artur Żmijewski – Radosław Wolf
- Magdalena Dandourian – Nadia
- Walerij Prijomychow – Sawczuk
- Zbigniew Bielski – Kaniewski
- Aleksander Bednarz – mjr Bień
- Sławomir Sulej – Wyrek
- Jerzy Zelnik – Sarzyński
- Tomasz Dedek – Wawro
- Siergiej Szakurow – płk Jakuszyn
- Piotr Zajczenko – Ganz
- Iwona Katarzyna Pawlak – Mariola Morawiec
- Ryszard Kotys – maszynista
- Mariusz Pilawski – kelner
- Tomasz Jarosz – złodziej samochodu #1
- Robert Więckiewicz – złodziej samochodu #2
- Denis Delić – Serb
- Lech Dyblik – goryl Sawczuka #1
- Mirosław Zbrojewicz – goryl Sawczuka #2
- Henryk Niebudek – robotnik
- Radosław Pazura – człowiek Jakuszyna
- Ilja Zmiejew – człowiek Jakuszyna
- Edward Linde-Lubaszenko – kpt. UOP Stopczyk
- Jan Machulski – mjr UOP Walenda
- Marek Barbasiewicz – sekretarz Sawczuka
- Zbigniew Szczapiński

## Fabuła
Franz Maurer (Bogusław Linda) wychodzi na wolność po czterech latach spędzonych w więzieniu. Zostaje zaangażowany przez Radosława Wolfa (Artur Żmijewski), handlarza bronią, który wrócił z Serbii. Franz wciąga do gangu dawnego kolegę z policji, Waldemara „Nowego” Morawca (Cezary Pazura). Nie wie o tym, że przez cały czas utrzymuje on kontakt z majorem Bieniem (Aleksander Bednarz). Kiedy Franz, Wolf i „Nowy” mają zorganizować transport broni do Sarajewa, Franz zawiadamia o planowanej akcji policję. W ostatniej chwili szefowie gangu zmieniają plany. Franz musi powstrzymać odjazd pociągu wyładowanego bronią.